# خالد الصمدي
خالد الصمدي أكاديمي وتربوي مغربي. عين كتابة الدولة لدى وزير التربية الوطنية والتكوين المهني والتعليم العالي والبحث العلمي المكلف بالتعليم العالي والبحث العلمي في حكومة سعد الدين العثماني الأولى، وهو عضو في حزب العدالة والتنمية.

## السيرة
ولد في الرباط، وحصل على الدكتوراه في الدراسات الإسلامية من جامعة محمد بن عبد الله بفاس، والدبلوم العالي في التربية من المدرسة العليا للأساتذة بمراكش في تخصص في مناهج وطرق تدريس التربية الإسلامية.
شغل عدة وظائف ومهام أبرزها: أستاذ التعليم العالي، ورئيس قسم الدراسات الإسلامية بالمدرسة العليا للأساتذة بتطوان، مدير المكتب التنفيذي للمركز المغربي للدراسات والأبحاث التربوية، رئيس المنتدى الوطني للتعليم العالي والبحث العلمي، المستشار الأكاديمي للمعهد العالمي للفكر الإسلامي في المغرب، منسق الفريق المركزي لتقويم وتطوير مناهج مادة التربية الإسلامية بوزارة التربية الوطنية والتعليم العالي وتكوين الأطر والبحث العلمي بالمغرب، مستشار المكتب التنفيذي للهيئة العلمية العليا لشعب الدراسات الإسلامية بالجامعات المغربية، خبير دولي في مناهج التربية والتعليم وإدماج تكنولوجيا الإعلام والاتصال في المنظومة التربوية، عضو اللجنة الدائمة للمناهج والبرامج والتكوينات والوسائط التعليمية، مدير مجلة البصيرة التربوية الصادرة عن المركز المغربي للدراسات والأبحاث التربوية، كاتب الدولة لدى وزير التربية الوطنية والتكوين المهني والتعليم العالي والبحث العلمي المكلف بالتعليم العالي والبحث العلمي.

## مؤلفاته
- التربية على القيم في مناهج التعليم و أثارها في التنمية (2020).
- التربية على القيم في مناهج التعليم وأثرها في التنمية.. مقاربة معرفية منهجية (2015).